# Lokarda
Lokarda (lat. Scomber japonicus) je morska riba iz porodice skušovki. U Hrvatskoj je još nazivaju plavica.

## Opis
Lokarda ima vretenasto tijelo, usko pri vrhu glave koje se širi prema sredini tijela te se ponovno sužava prema repnoj peraji. Repna peraja je izbačena pri vrhu i dnu a po sredini je duboko urezana. Leđa su joj zelenkasto-smeđe boje ispresjecana okomitim tamnim crtama. Teško je razlikovati od njoj najsrodnije skuše. Karakteristike po kojima se razlikuju su sivkaste pjege na trbušnom i bočnom dijelu lokarde, dok je kod skuše taj dio tijela boje sedefa. Lokarda ima znatno veće oko od skuše. 
U Jadranu lokarde dosegnu do 45 cm dužine i 1,10 kg težine dok drugdje mogu narasti i do 3 kg.

## Rasprostranjenost
Lokarde obitavaju uz sve obale. Rasprostranjene su diljem Atlantika, Indijskog i Tihog oceana. U Atlantiku žive sjeverno do Nove Škotske te do zaljeva sv. Lovre na zapadu i na istoku od Britanskog otočja.
U Jadranu je vrlo rasprostranjena, ali se najradije zadržava na brakovima otvorenog mora uz koje i zimuje. Na proljeće se približava obali i kanalima.

## Način života i ishrana
Lokarde žive na dubinama do 300 metara, tijekom dana borave bliže dnu, a u sumrak migriraju prema površini. 
Grabežljivac je koji se hrani raznim morskim životinjicama, srdelama, inćunima, račićima i ostalom sitnom ribom. Lokarda je uz skušu jedina jadranska skušovka koja se hrani i filtriranjem planktona.

## Razmnožavanje
Lokarde se mrijeste koncem ljeta i početkom jeseni.

## Gospodarska vrijednost
Lokarda nije toliko ukusna i cijenjena kao skuša, a veća potražnja vlada jedino za većim primjercima.

## Srodnici
- Atlantski ocean - Scomber colias
- Indijski ocean - Scomber australasicus

## Vanjske poveznice
Skušovke - Riblje oko[neaktivna poveznica]
|  | Zajednički poslužitelj ima stranicu o temi Lokarda (Scomber japonicus) |
|  | Wikivrste imaju podatke o taksonu Lokarda (Scomber japonicus)          |